# Gromada Silno
Gromada Silno war eine Verwaltungseinheit in der Volksrepublik Polen zwischen 1954 und 1959. Verwaltet wurde die Gromada vom Gromadzka Rada Narodowa dessen Sitz sich in Silno befand und der aus 25 Mitgliedern bestand.

Die Gromada Silno gehörte zum Powiat Chojnicki in der Woiwodschaft Bydgoszcz und bestand aus den ehemaligen Gromadas Silno, Gockowice, Ostrowite und Ciechocin aus der aufgelösten Gmina Chojnice.

Am 31. Dezember 1959 wurden die Dörfer Granowo und Racławki aus der aufgelösten Gromada Pawłowo der Gromada Silno angegliedert.

Die Gromada Silno bestand bis zum 31. Dezember 1972.